# Lena Petermann
Lena Petermann (født 5. februar 1994) er en kvindelig tysk fodboldspiller, der spiller angreb for franske Montpellier i Division 1 Féminine og Tysklands kvindefodboldlandshold.
Hun fik sin officielle debut på det tyske A-landshold den 6. marts 2015 mod Kina ved Algarve Cup 2015 og blev senere udtaget til VM i Canada 2015. Her scorede hun hendes første to mål for landsholdet i gruppekampen mod Thailand. Petermann deltog under EM i kvindefodbold 2017 i Holland og var også ligeledes også inkluderet i bruttotruppen til EM 2022 i England, men var ikke med i den endelige trup.

## Landsholdsstatistik
| #  | Dato               | Lokation             | Modstander | Score | Resultat | Turnering               |
| -- | ------------------ | -------------------- | ---------- | ----- | -------- | ----------------------- |
| 1. | 15. juni 2015      | Winnipeg, Canada     | Thailand   | 2–0   | 4–0      | VM i fodbold 2015       |
| 2. | 15. juni 2015      | Winnipeg, Canada     | Thailand   | 3–0   | 4–0      | VM i fodbold 2015       |
| 3. | 16. september 2016 | Khimki, Rusland      | Rusland    | 4–0   | 4–0      | EM-kvalifikationen 2017 |
| 4. | 22. oktober 2016   | Regensburg, Tyskland | Østrig     | 4–2   | 4–2      | Venskabskamp            |
| 5. | 10. november 2018  | Osnabrück, Tyskland  | Italien    | 4–2   | 5–2      | Venskabskamp            |